# Universitat Estatal de Colorado
La Universitat Estatal de Colorado, (Colorado State University en (anglès), també coneguda com a  Colorado State, abreviat CSU) és una institució d'ensenyament superior localitzada a Fort Collins, Colorado, als Estats Units. És una universitat estatal per assignació de terrenys per part del govern federal dels estats units (Lleis de Morrill de 1862 i 1890). La Colorado Estate University és la universitat insígnia del sistema universitari estatal de Colorado. La universitat compta amb 1.400 professors repartits en 8 facultats, 55 departaments acadèmics, i 31.256 alumnes durant el semestre de tardor del 2013.

## Història
Colorado State University és una institució de concessió de terres classificades com Carnegie Doctorat/Investigació Universitat-extensiu. La CSU va ser fundada com la Universitat Agrícola de Colorado, el 1870, sis anys abans que el territori de Colorado es convertís en un estat dels Estats Units. Va ser una de les 68 universitats de concessió de terres que van ser establertes mitjançant la Llei Morrill de 1862. El primer curs es va inaugurar amb 5 estudiants el 1879.
Al llarg de la història la universitat ha tingut quatre noms diferents:
- 1879: Escola d'Agricultura de Colorado
- 1935: Escola d'Arts, Agricultura i Mecànica de Colorado (Colorado A&M)
- 1944: Escola d'Agricultura i Mecànica de Colorado (Colorado A&M)
- 1957: Universitat Estatal de Colorado

## Campus

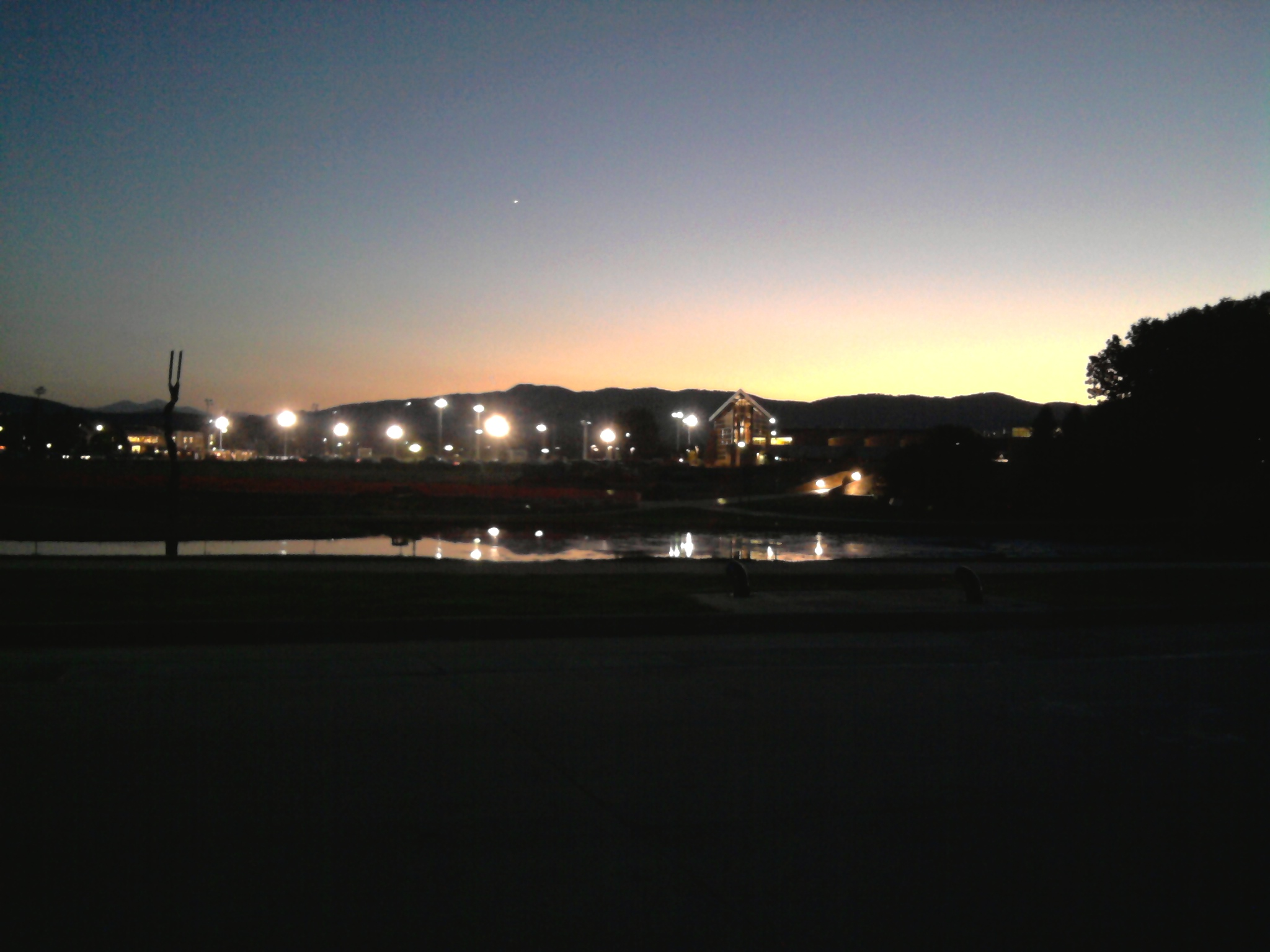
La Llacuna, Rec Center, i els camps de intramurs

La Colorado State University es troba a Fort Collins, Colorado, una ciutat de mida mitjana d'aproximadament 142.000 residents a la base de les muntanyes Rocoses. El campus universitari principal està situat al centre de Fort Collins, i inclou un hospital d'ensenyament veterinàri. La CSU té un altre campus als afores del mateix Fort Collins, el Foothills Campus, un campus agrícola i el Pingree campus.